# سیاه‌اردک آمریکایی
سیاه‌اردک آمریکایی (نام علمی: Melanitta americana) نام یک گونه از سرده سیاه‌اردک است.